# Sistema de administración de recursos humanos
Los sistemas de administración de recursos humanos o sistemas de información de recursos humanos conocido también como RR.HH., también conocidos por sus siglas SARH y SIRH respectivamente, forman una interfaz entre la gestión de recursos humanos y la tecnología de la información. Esto combina los recursos humanos (RRHH) y en particular sus actividades administrativas con los medios puestos a su disposición por la informática, y se refieren en particular a las actividades de planificación y tratamiento de datos para integrarlos en un único sistema de gestión. 

## Puesta en práctica del sistema de información
En primer lugar, el recurso humano es el material más importante de las organizaciones. Las personas que manejan el departamento de RRHH, son los que trabajan directamente o pueden ser consultores o asesores externos donde el objetivo es distribuir apropiadamente en el puesto de trabajo adecuado según el perfil del aspirante, el segundo paso es acoplar la cultura de la organización con los intereses de cada empleado, por medio de herramientas de evaluación, entrevistas, observaciones, se mejoran las relaciones interpersonales, se detectan las necesidades de adiestramiento, se estudia constantemente los valores y la congruencia de los valores individuales y los de la organización, se proponen diariamente en un ajuste creativo estrategias para una mayor productividad, y efectividad.

### Gestión integral de recursos humanos y administración de personal
El área de recursos humanos tiene la necesidad de agilizar y automatizar todos los procesos relacionados, tales como la gestión de la organización y las personas, la dirección por objetivos, el desarrollo, la formación, la selección o la compensación. Así, existen casi tantos tipos de software de recursos humanos como labores hay en el departamento. Pero también existen alternativas que permiten utilizar un único software de recursos humanos desde el que manejar todos los procesos. Lo más importante que debe ofrecer este sistema es la capacidad de cubrir las necesidades concretas de la compañía. Un software de gestión integral de recursos humanos y administración de personal debe permitir la gestión del modelo de RRHH a través de una plataforma digital adaptada a cada compañía. De esta manera, favorece la autogestión, no solo del departamento, sino también de todas las personas de la organización.

### Nóminas
El modelo de nómina automatiza la gestión del sueldo reuniendo los datos del trabajador sobre su trabajo, asistencia, calculando las deducciones e impuestos, la cotización social ha generando periódicamente la orden de pago. Permite también generar datos y estadísticas para el conjunto del personal relativo a estos datos. Sistemas sofisticados pueden establecer transacciones de cuentas por pagar, de la deducción de empleado o producir cheques. El módulo de nómina envía la información al libro de contabilidad general.
Al igual se puede seguir un esquema de nóminas vía destajo el cual hace que los rendimientos del personal aumenten.

### Gestión de las prestaciones de trabajo
El módulo de gestión de las prestaciones de trabajo permite evaluar la información de tiempo/trabajo de cada empleado. El análisis de los datos permite una mejor distribución de trabajo. Este módulo es un ingrediente clave para establecer capacidades de contabilidad analítica de los costes de organización positivos y evaluativos.
El módulo de gestión de las prestaciones sociales permite a los profesionales de recursos humanos administrar lo mejor posible las prestaciones sociales, obligatorias o no, como el seguro enfermedad, el de accidentes de trabajo, o los sistemas de jubilaciones complementarios.

### Control de fichajes
El módulo de control de fichajes o control horario permite calcular el tiempo efectivo de trabajo del empleado, registrando los momentos reales de inicio y final de la jornada laboral. En varios países es obligatorio por ley almacenar un registro de control de fichajes de cara a evitar fraudes. Si bien hoy en día existe la posibilidad de fichar desde un smartphone mediante apps, los fichajes normalmente se realizan en dispositivos electrónicos conocidos como reloj de fichar o terminal de control horario. Estos dispositivos garantizan que los fichajes se realicen en el mismo centro de trabajo e identifican a los trabajadores mediante una tarjeta RFID o reconociendo algún rasgo biométrico como la huella dactilar, la cara o el iris. Estos últimos garantizan la autoría del fichaje, evitando que un trabajador pueda fichar por otro, pero requieren de cierto nivel de cumplimiento con la legislación relativa a la protección de datos. Los relojes de fichar permiten, además, combinar el control horario con el control de acceso electrónico a recintos que puedan poner en riesgo la seguridad de los trabajadores, aspecto a tener en cuenta en cualquier solución de prevención de riesgos laborales.

### Gestión de recursos humanos
El módulo de gestión de recursos humanos cubre otros aspectos de los RRHH, incluye menos particularidades legales y está más enfocado a una política de gestión. El sistema registra datos de dirección, selección, formación y desarrollo, capacidades, dirección de habilidades y otras actividades relacionadas. Aquí se administran los datos personales (edad, dirección, familia...), las competencias y títulos, las formaciones seguidas, los niveles de salario, el registro de los datos del curriculum vitae entre otros.Algunas plataformas como SAP SuccessFactors, Workday, PeopleForce,Software de recursos humanos en la nube,BambooHR o Zoho People ofrecen este tipo de funcionalidades integradas.

### Indicadores de productividad
Para evaluar la productividad de cada empleado, es necesario cuantificar el tiempo y las actividades que generan resultados positivos dentro de la organización. Esto se vuelve muy complicado, sobre todo en las empresas de servicios donde se producen bienes intangibles. En estos casos es necesario "medir" las actividades de cada uno de los empleados, separar las actividades "Productivas" (Aquellas que están directamente relacionadas con la empresa) de las "Personales" (Aquellas que no tienen relación directa con la empresa). De esta manera se puede cuantificar el costo real (horas hombre) que le toma a cada uno de ellos realizar sus labores, así como las herramientas que utilizan para alcanzar los objetivos.
El Sistema de información permite integrar estos cuatro segmentos, creando conexiones funcionales entre estas actividades en el programa informático.
Usando el Internet o el intranet corporativo como medio de comunicación y envío de ficheros, la tecnología puede reducir gastos de transacción, conduciendo a una mayor eficacia de la organización. Los trabajadores o los responsables de servicios pueden también tener un acceso parcial al sistema, que les permite por ejemplo, introducir ellos mismos los datos que les conciernen, como solicitudes de permisos y otras. Esas tareas costosas en tiempo y dinero, como la gestión administrativa del personal, el cambio de los datos personales, la inscripción a un curso de formación o a un plan de pensiones, pueden por lo tanto ser efectuados por aquel que es la causa directa de la acción que debe realizarse. De esta forma se libera al personal directivo de tareas aburridas y repetitivas, permitiéndole concentrarse en problemas de toma de decisiones, estratégicas o políticas, que conducen a la innovación del negocio.El anuncio de la vacante aparece en la página web de la agencia en línea incluyendo una dirección de correo electrónico para que los candidatos envíen sus currículums. Luego esta agencia presentará al cliente los candidatos que considere que más se ajustan al perfil para que éste pueda elegir al más idóneo.

## Fabricantes
Existen dos grandes tipos de Software para Recursos Humanos:
- Sistemas duros: son sistemas que nacen desde la nómina de personal o como un módulo más de un software ERP y luego van adicionando funcionalidad estratégica de RRHH.
- Sistemas blandos: sistemas focalizados a la gestión estratégica de RRHH. A su vez, los sistemas blandos pueden estar en la nube o pueden comprarse las licencias. Generalmente cuando las soluciones están en la nube, el único requerimiento técnico es estar conectado a Internet, mientras que las licencias exigen un mínimo requerimiento técnico de los equipos donde se va a instalar el sistema.

### Sistemas de gestión integral de Recursos Humanos
Los sistemas de gestión integral de recursos humanos aúnan las funcionalidades de los sistemas duros y blandos en una misma herramienta. Se trata de conjuntos de software a través de los que es posible gestionar procesos que van desde la nómina hasta aquellos más focalizados en la gestión estratégica de RRHH. En un software de recursos humanos de este tipo es posible gestionar todos los datos profesionales y personales de los miembros de la organización, nóminas, compensación salarial, planificación y presupuestos, desempeño, competencias y desarrollo, formación, selección, vacaciones y ausencias, registro horario y planificación de turnos, viajes y gastos, comunicación interna y prevención de riesgos laborales.

### Software de Recursos Humanos según el alojamiento
Podemos clasificar los tipos de software de recursos humanos de varias maneras, bien sea por la especificidad de sus funciones o por el sitio en que han sido alojados.
Por sitio donde está alojado:
- Software en máquina local (en inglés, on premises);
- Software en la nube, o software como servicio (en inglés, software as a service, abreviado SaaS).

## Retos en la implementación de un SIRH
Aunque la instalación de un SIRH requiere una inversión importante, se rentabiliza dentro de los primeros seis meses de adquisición. Generalmente, los dirigentes que optan por una solución de RRHH en línea buscan precisamente maximizar el rendimiento de su empresa. Por tanto, es importante elegir un SIRH acorde a la estrategia de la empresa, para que responda a sus necesidades. 

### Maximizar el rendimiento, motivo principal para invertir en un SIRH
Una empresa va creciendo y la cantidad de tareas a administrar también. Las razones que motivan a implementar un SIRH difieren según las dificultades que encuentran los equipos de RRHH, pero son siempre estratégicas: 
- optimizar la gestión administrativa para ahorrar tiempo en tareas que no agregan valor.
- cumplir con algunos aspectos legales (control horario, registro salarial…).
- modernizar los procesos de RRHH y la imagen de la empresa.
- ganar un tiempo considerable en la gestión de nóminas.
- analizar los KPIs para medir el rendimiento de sus empleados.
- suprimir los errores humanos.
- evitar la fuga de talentos.

### Responder a las necesidades de las empresas con un SIRH: ahorrar tiempo y reducir los costos
Automatizar sus procesos de RRHH 	significa agilizar sus métodos. Las empresas pueden elegir uno o varios módulos integrados en una misma interfaz para construir su SIRH “a la carta”, a fin de:
- reducir los costos administrativos: centralización de los datos de RRHH, control de las horas extras, supresión de los errores humanos con la digitalización...
- evitar las sanciones: cumplir con la ley de control horario, tener un registro salarial…
- ahorrar tiempo a los equipos de RRHH: digitalización de las nóminas, de las notas de gastos, gestión documental…
- dar autonomía a los empleados: solicitudes de vacaciones desde una interfaz o una app móvil, acceso al calendario de ausencias, declaración de las hojas de tiempo en línea…

El SIRH se puede construir durante la marcha, para que tanto las Pymes como los grupos multinacionales vayan agregando nuevos módulos y funcionalidades según sus necesidades y sus retos.